# Trachyandra prolifera
Trachyandra prolifera är en grästrädsväxtart som beskrevs av Pauline Lesley Perry. Trachyandra prolifera ingår i släktet Trachyandra och familjen grästrädsväxter. Inga underarter finns listade i Catalogue of Life.